# Benin City

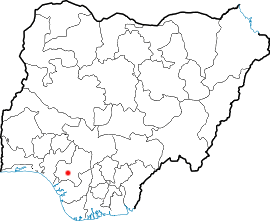
Localització de Benin City

Benin City és una ciutat i capital de l'estat d'Edo, al sud de Nigèria. El 2006 tenia una població estimada d'1.147.188 habitants.
La ciutat està situada a 200 milles per carretera a l'est de Lagos i a 25 milles al nord del riu Benin. Benin City és el centre de la indústria del cautxú de Nigèria. Altres indústries tradicionals importants és la palmera d'oli de Guinea.

## Història

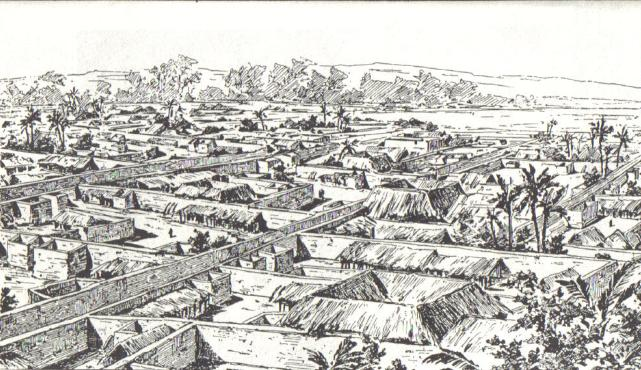
Dibuix de Benin City el 1897

Benin City, originalment coneguda com a Igodomigodo fou fondada al voltant de l'any 400. Segons la llegenda, l'últim Ogiso, Ogiso Owodo fou convençut per una de les seves dones d'exiliar el seu fill únic, Ekaladerhan. Aquesta dona, aliada amb el vident, va fer creure al seu marit una falsa profecia. Ekaladerhan va escapar de Benen a través dels rierols d'Ughoton i va anar al lloc anomenat Ile-Ife, a on es va canviar el nom per Izoduwa, conegut en ioruba com Ududuwa. Tradicionalment ell és considerat com el fundador de la nació ioruba.
Llavors, quan Ogiso Owodo va morir sense successor, va portar a un llarg interregne. Quan es va conèixer el parador d'Oduduwa, aquest va refusar de prendre el tro i va fer que el seu fill, Omonoyan (oranmiyan) governés Benin.
Com un foraster, Oranmiyan no estava avesat a la cultura de Benin. A més a més, el seu regnat fou contestat pels Ogiamenas i altres famílies que havien manat durant l'interregne. El fill d'Oranmiyan, Eweka, va fundar la dinastia Obaship. L'Oba de Benin va passar a ser el Regne de Benín. Benín City va passar a ser la capital del nou regne.
Oba Oranmiyan van canviar el nom de la ciutat per Ile-Ibinu (1180-1897), que significa "Casa de la Vexació" en ioruba. Més tard, Oba Ewedo canviaria el nom de la ciutat per " Ubinu ", que els portuguesos van interpretar com "Benín". Al voltant del 1470, Ewuare va canviar el nom de l'estat i li va dir estat d'Edo.
Els portuguesos van visitar Benín City al voltant del 1485. El regne de Benín va créixer i s'enriquí als segles xvi i xvii degut al tràfic d'esclaus i de productes tropicals. Van comerciar amb els portuguesos i els alemanys.
El Golf de Benín era part de la que es va anomenar Costa dels Esclaus. El nom era perquè va ser un dels punts més importants d'exportació d'esclaus de l'Àfrica Occidental. A principis del segle xvi, el regne Oba va enviar un ambaixador a Lisboa i el rei de Portugal va enviar missioners cristians a Benín. Alguns residents de Benín ja podien parlar un portuguès pidgin al segle xix. Avui en dia encara es troben restes de mots del portuguès a les llengües de la zona.
L'1 de febrer del 1852 tot el Golf de Benín va esdevenir un protectorat britànic. Primer depenia del protectorat del Golf de Biafra, però després va aconseguir un Consul Britànic.
El 17 de febrer de 1897, la ciutat de Benínva caure sota una força punitiva de l'exèrcit britànic comandat per l'Almiral Sir Harry Rawson, que va conquerir i cremar la ciutat. També va destruir el tresor i els objectes artístics. Els Bronzes de Benín són figures de persones, bustos i grups fetes en ferro, ivori i sobretot llautó que van ser espoliades pels britànics i avui en dia es troben en museus de tot el món. Aquest acte fou perpetuat pels britànics amb altres objectes artístics. Des de la ciutat de Benín s'ha reclamat que es retornin els seus objectes valuosos.
La caiguda i subjugació de Benín va aplanar el camí a l'ocupació militar britànic i a la posterior colonització del Protectorat de la Costa de Níger, el Protectorat de Nigèria Meridional i, finalment, la Colònia i Protectorat de Nigèria. La monarquia del Benín fou restaurada el 1914, però el poder real continuava en mans dels administradors colonials de Nigèria.

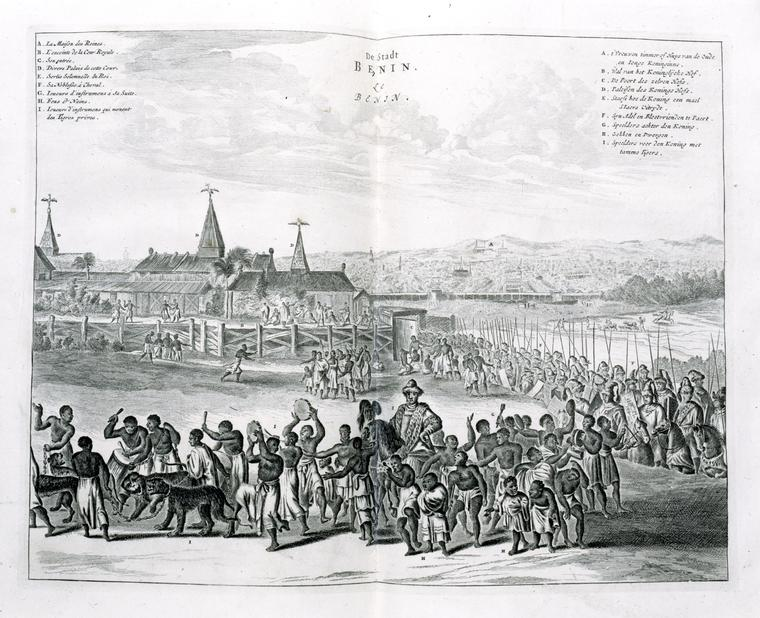
Gravat holandès de 1686

### Benín i els seus bronzes
D'ençà que els exploradors portuguesos descobriren el 1485, l'antic, poderós i sanguinari Regne de Benín, el seu art ha omplert d'admiració tot Europa i els seus bronzes han romàs molt de temps l'únic document històric vàlid per fer-nos recular de diversos segles en l'art africà occidental.
En el segle xiii un rei diví fundà la ciutat d'Ife, capital religiosa dels ioruba. Un dels set nets d'aquest rei s'establí anys més tard en l'àrea de poblament del grup ètnic dels edos i fundà el Regne de Benín, edificant-ne la capital i proclamant-se'n primer sobirà. El seu successor edificà a redós de la ciutat una muralla fortificada i introduí l'art del bronze mitjançant un mestre fonedor que havia fet venir d'Ife. A final del segle XV arribà a Benín un grup de portuguesos que feu conèixer als europeus, amb magnífiques descripcions, l'existència i característiques d'aquell reialme. Al segle xvii, nous exploradors francesos i holandesos visitaren el país i repetiren les descripcions, destacant la seva grandiositat i bellesa.
A la fi del segle xix, Benín fou redescobert pels anglesos, interessats a saber si eren veritat les pràctiques sagnants que es contaven de llurs habitants. El cònsol general anglès s'aventurà a visitar el país i fou assassinat. Això motivà una expedició de càstig per part del Regne Unit, en el curs de la qual la població fou aniquilada i s'emportaren a Europa més de dues mil peces de bronze, totes del millor art africà occidental. El seu estudi contribueix al total coneixement no solament de l'època en què les obres foren fetes, sinó de la sensibilitat de l'ànima negra.
El més important de l'art de Benín són els bronzes. El seu treball requereix una tècnica que els beninesos dominaren a la perfecció. L'aliatge del metall emprat era compost de 84% de coure, 2,5% d'estany i 8% de plom. Aquest preparat, emmotllaven en argila la figura que volien realitzar i la recobrien amb una lleugera capa de pols de maó i guix, que feia més fàcil la posterior extracció del motllo. Sobre aquesta figura d'argila posaven una capa de cera de gruix variable que constituïa el vertader buit en cera de la figura a representar. Recoberta la capa de cera amb una altra d'argila, s'hi buidava el bronze fos per un forat del fang exterior i al seu contacte la cera es liquava, al mateix temps que el bronze ocupava el seu lloc i a poc a poc es refredava. Al trencar el motllo exterior i interior de fang, restava solament la figura de bronze, tosca i imperfecta encara. L'acabat consistia a cisellar-la, llimar-la i embotir-la per donar-li la forma definitiva segons el gust de l'artista. Aquesta tècnica emprada pels de Benín en la fosa del bronze rep el nom de "cera perduda". Amb aquesta s'han tornat d'incomparable perfecció. Destaquen, entre aquestes, el grup de caps commemoratius, de fins trets negroides i d'accentuada sensibilitat, i els simples grups escultòrics, composts, en llur major part, de cavall i cavaller.
Més avant en el temps hi ha els caps amb collaret que, a manera de tapaboca, cobreix de les espatlles a la boca, tapant així la forma del coll i la part inferior de la cara. Altres manifestacions d'aquest art són els bronzes en figura d'animals. Entre aqyests es reprodueixen lleopards i lleons, de fines línies i decoració superficial, però l'animal que realment destaca és el gall, representat en actitud estàtica, gros de cos, cames curtes i coll ample. Resten, finalment, les plaques de bronze amb relleus, que algú ha cregut que cobrien les parets del palau reial i dels principescos de la capital. S'hi representen personatges de la cort en grups asimètrics de front i de perfil, però sempre de manera que la massa doni una impressió estàtica.
El volum de les figures en relleu correspon a la importància social del personatge representat. En algunes d'aquestes plaques apareixen grups d'estrangers, portuguesos, holandesos, vestits a l'europea, amb pantalons, jaqueta i barret. Per aquests detalls podem saber amb exactitud a quina època pertanyen. Completa la llista dels objectes de bronze un sensfí de figuretes d'animals que servien per a llastar el fils dels telers.
En general, es pot afirmar que les manifestacions d'aquest art que acabem de descriure tenien com a fi la glorificació de les persones representades. Així veiem bronzes del rei, de la seva mare, dels prínceps i caps militars amb el seu armament complet i la seva guàrdia d'escuders. Altres vegades, com en els relleus dels personatges estrangers, només pretenien deixar constància dels esdeveniments d'importància en la història del regne.
Ja tenim situat cronològicament l'existència del regne de Benín, però és convenient precisar la datació dels principals estils. Segons l'opinió més generalitzada entre els especialistes, el grup de caps humans de perfecte acabat i trets delicats –el que s'ha anomenat estil primitiu- data dels temps de màxim floriment polític del regne de Benín, és a dir, del segle xiv a ben avançat el XVI. Un segon grup d'obres, quasi tot planxes grosses amb relleus en què hi abunden les figures humanes, data del segle xvii i primera meitat del xviii. Es tracta d'obres monumentals, caracteritzades per una clara tendència a l'esquematisme. Els darrers anys de l'existència política de Benin, en el segle xix, produïren un art decadent, amb figures poc proporcionades i una finició deficient i tosca. Se salven d'aquesta mediocritat els monumentals caps amb collars grossos que amaguen el coll.

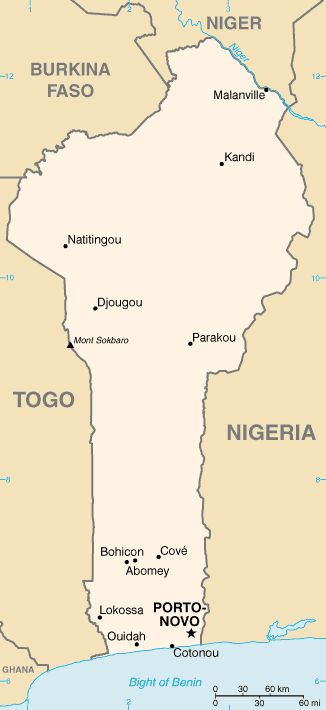
Benín

## Educació
A Benin City hi ha institucions d'educació superior com la University of Benin, l'Ambrose Alli University (abans, Edo State University) i la Benson Idahosa University - reconeguda sobretot en el camp de la tecnologia de la informació, economia i empresa i desenvolupament.
Benin City també té algunes de les millors escoles secundàries de Nigèria com l'Edo College, lEdokpolor Grammar Schoool, Presentation National High School, Immaculate concepcion College, Ida College, etc.

## Cultura
Les atraccions principals de la ciutat són el National Museum of Benin City, el Palau Oba, Igun Street (amb moltes parades de bronzes). També hi ha molts festivals i mercats.
Benin City és coneguda per les seves escultures de bronze i les seves artesanies. També és famosa per a tenir una de les monarquies més antigues del món.

## Desenvolupament recent
D'ençà que Adams Oshiomole va assumir l'alcaldia el 2008, va anunciar molts carrers nous i un desenvolupament de la ciutat, així com la creació de llocs de treball. Ja no queden cases tradicionals del vell reialme del Benin.

## Galeria d'imatges

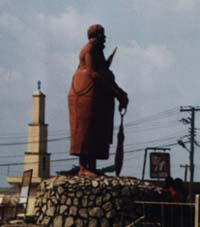
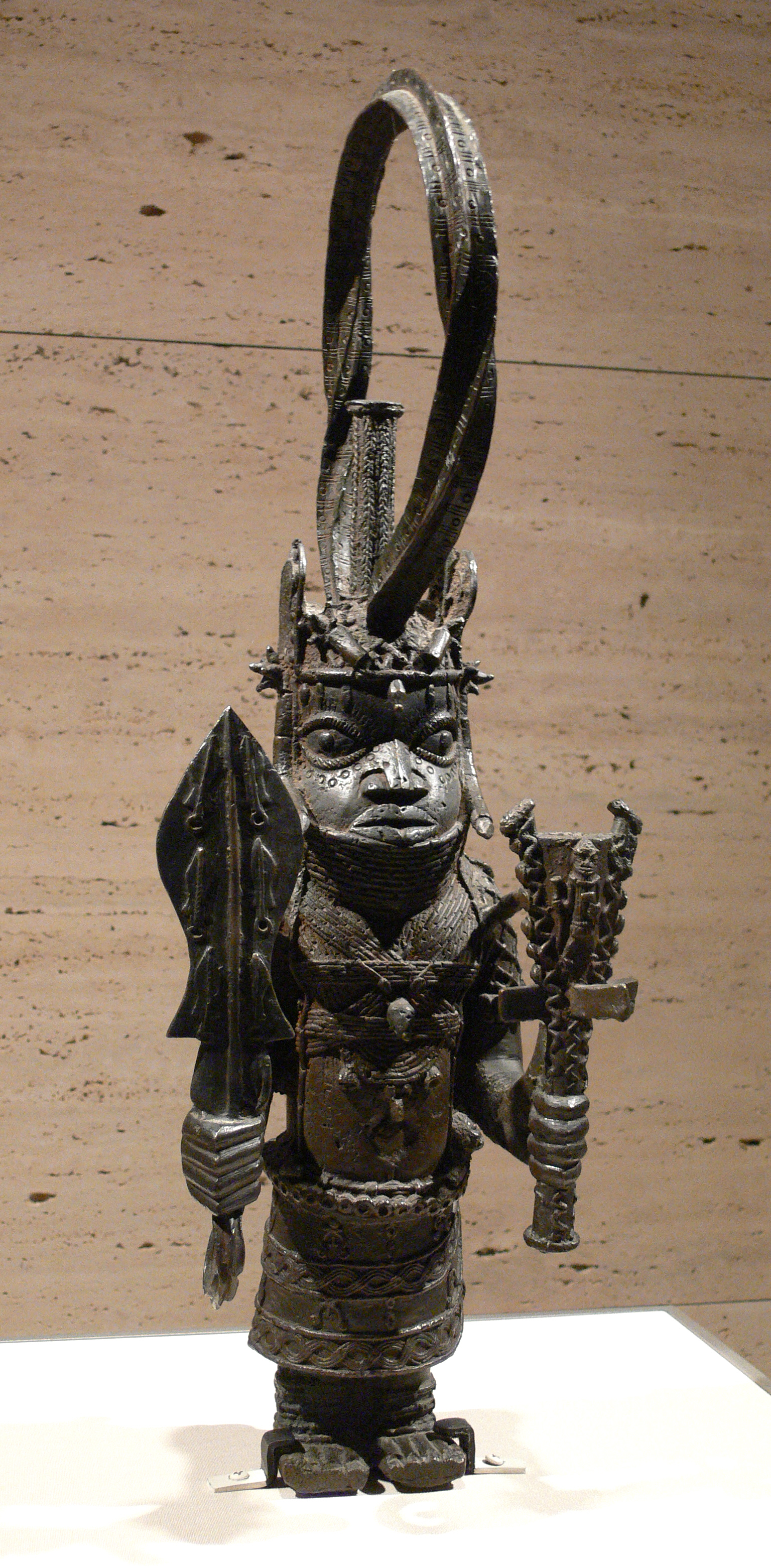
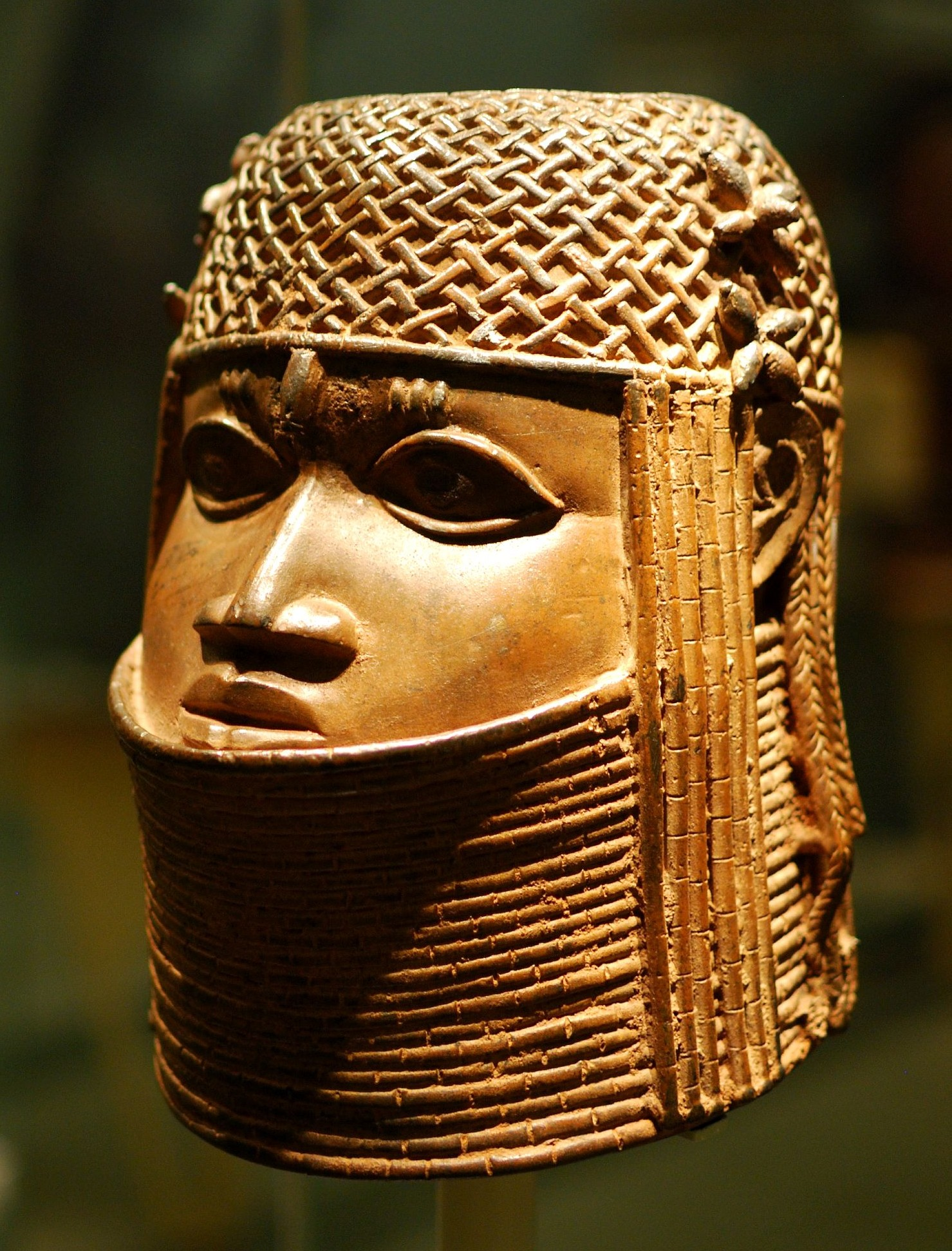

## Personatges notables
- Lancelot Oduwa Imasuen, director de cinema